# Chou Sien
Chou Sien (čínsky pchin-jinem Hóu Xiǎn, znaky 侯顯) byl čínský eunuch a mořeplavec. Zaujímal důležité místo mezi eunuchy stojícími v čele námořních i pozemních poselstev vypravovaných v první polovině 15. století čínskou říší Ming k okolním státům, svým postavením a hodnostmi ustupoval pouze Čeng Cheovi.
Účastnil se druhé a třetí výpravy Čeng Chea do Indického oceánu v letech 1405–1407 a 1407–1409. Při další cestě uvedl na trůn krále Nepálu. Roku 1415 opět podnikl cestu do jižní Asie – po moři do Bengálska. Roku 1420 Chou Sien zklidnil konflikt mezi Bengálskem a sultanátem Džaunpur. Poslední cesta Chou Siena vedla 1427 do Tibetu a Nepálu. Za účast v Chou Sienových misích bylo vyznamenáno či odměněno přes 460 lidí.